# Кургання (Калузька область)
Кургання (рос. Курганье) — присілок в Людиновському районі Калузької області Російської Федерації.
Населення становить 190 осіб. Входить до складу муніципального утворення Село Зарєчний.

## Історія
Від 2004 року входить до складу муніципального утворення Село Зарєчний.

## Населення
| 2002 | 2010 |
| ---- | ---- |
| 159  | ↗190 |